# Ludvig Holstein-Ledreborg

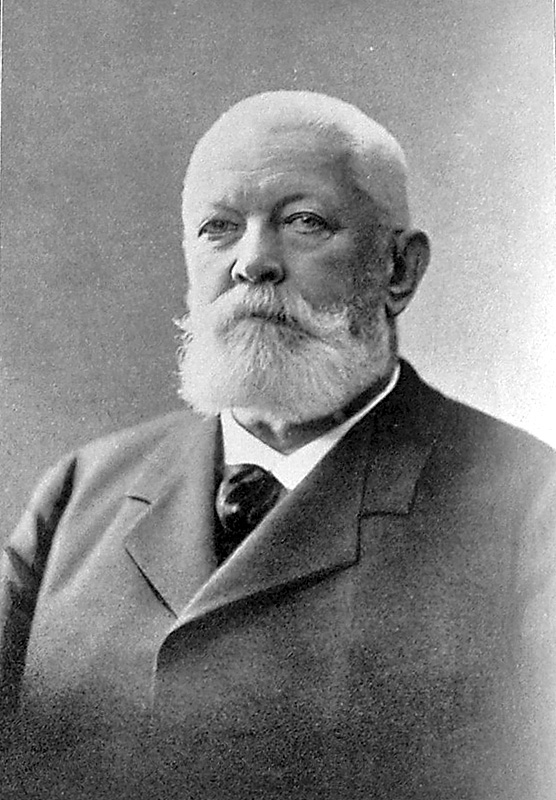
Ludvig Holstein-Ledreborg

Johan Ludvig (Louis) Carl Christian Tido Lehnsgraf Holstein zu Ledreborg (* 10. Juni 1839 in Hochberg, heute Remseck am Neckar, Württemberg; † 1. März 1912 auf Schloss Ledreborg) war ein dänischer Gutsbesitzer und Politiker. Er war Konseilspräsident (Ministerpräsident) von Dänemark vom 16. August 1909 bis 28. Oktober 1909.

## Leben
Holstein-Ledreborg wurde 1872 in das Folketing gewählt und tat sich als Gegner der nationalliberalen Regierungen hervor, ohne sich einer bestimmten Partei anzuschließen. Später stellte er sich an die Spitze einer gemäßigten Fraktion der Venstre und war einer der Führer der Vereinigten Venstre des Reichstags.
Während eines Aufenthalts in Rom trat er bereits in seinen Jugendjahren zum Katholizismus über. Er ist bislang der einzige katholische Regierungschef Dänemarks geblieben.